# Google Web Designer
Google Web Designer — середовище наочного створення HTML5-контенту від компанії Google. Web Designer дозволяє у візуальному режимі створювати анімований та інтерактивний HTML5-контент, зосередивши увагу на дизайні, а не кодуванні.
Підтримується створення як цілих вебсторінок, так і окремих елементів, таких як рекламні банери і 3D-ефекти. Редагування проводиться в WYSIWYG-режимі, на виході видається блок коду HTML5, CSS3 і JavaScript. Підготовлений контент автоматично адаптується для відображення у браузерах різного класу пристроїв, у тому числі для смартфонів і настільних систем.
Рекламні банери, які створюються в Google Web Designer (GWD) використовуються для інтернет-маркетингу з метою запуску динамічного ремаркетингу. У випадку інтеграції Google Web Designer із Google Creative Studio, можливий запуск динамічних креативів у Google Ads та Display & Video 360.
Редактор доступний у версіях для Windows, Mac OS, Linux (складання підготовані у формі 32- і 64-розрядних пакунків для Debian, Ubuntu, Fedora, openSUSE і Arch Linux).